# Retributie
Een retributie is een gedwongen betaling aan de overheid voor een verleende dienst. In Nederland wordt deze term nog steeds gebruikt (zie ook retribueerbaar). In België staat het begrip voor bepaalde heffingen. 

## Nederland
Retributies werden voor het eerst in 1851 in de gemeentewet opgenomen. Tegenwoordig worden ze aangeduid als rechten, de term retributie is niet langer in de wet opgenomen.
De Gemeentewet kent in artikel 229 drie soorten rechten:
- gebruiksrechten
- genotsrechten (= voorheen: leges)
- vermakelijkheidsrechten

Rechten hebben veelal een gemengd karakter waardoor het moeilijk is ze onder een van deze drie soorten in te delen.
Onder een recht (of voorheen: een retributie) wordt verstaan: een gedwongen betaling aan de (lokale) overheid ter zake van een concrete, door de (lokale) overheid als zodanig, individueel bewezen dienst.
Op dit punt verschilt zij van een belasting, waar geen rechtstreekse concrete tegenprestatie tegenover staat. Wanneer er twijfel is of het om een belasting dan wel om een recht gaat, kiest de rechtspraak meestal voor de kwalificatie als belasting, omdat dit meer rechten verleent aan de burger.
In het overgangsgebied tussen rechten en 'echte' belastingen bevinden zich de bestemmingsbelastingen; daar is  geen directe relatie met een te leveren prestatie en geen sprake van een heffing van rechten.
Voorbeelden van rechten zijn:
- Scheepvaartrechten
  - Bijvoorbeeld havengelden of kadegelden voor gebruik van havens, water, kaden, sluizen, bruggen, kranen, dokken etc.
- Lijkbezorgingsrechten
  - Bijvoorbeeld grafrechten, begraafrechten en crematoriumrechten voor het verlenen of verlengen van een uitsluitend recht op een graf, het verstrooien van as, het bespelen van het kerkorgel, het bijzetten van een urn etc.
- Reinigingsrechten
  - Voor het genot van vuilophaaldienst van de gemeente of voor gebruik van vuilcontainer
- Weg- straat- brug- tol- en veergelden
  - Voor het openen van een brug of het overvaren met een veer.
- Marktgelden
  - Voor het innemen van standplaatsen op straten en pleinen van de gemeente.
- Brandweerrechten
  - Voor het door de gemeente beschikbaar stellen van brandblusmiddelen, brandweerwagens, reinigen van brandslangen etc.

Voorheen viel het precariorecht ook onder de rechten. Wegens het gemengde karakter (zowel een genots- als gebruiksrecht) is dit gewijzigd in een belasting, te weten de precariobelasting. Ook het rioolrecht viel tot 2010 onder de rechten van artikel 229 Gemeentewet. Door de Wet verankering en bekostiging gemeentelijke watertaken veranderde deze per 1 januari 2008 in een nieuwe gemeentelijke (bestemmings)heffing te weten een rioolheffing (in tegenstelling tot een (bestemmings)belasting). Het eenmalige aansluitrecht is blijven bestaan, om aanleg van de fysieke aansluiting op de riolering te bekostigen.

## België
In België wordt de term retributies nog wel gebruikt in de betekenis van een heffing.
Sinds 2003 zijn de parkeerretributies gedepenaliseerd. Door de wet van 7 februari 2003 werden verschillende bepalingen over verkeersveiligheid gedepenaliseerd. Naast tal van andere wijzigingen werd aan de gemeenten de bevoegdheid verleend om retributies, waaronder parkeerheffingen, op te leggen. Sindsdien kunnen gemeenten retributies voor het parkeren invoeren. Het innen van die retributies kunnen ze zelf uitvoeren of uitbesteden aan een derde, een privéonderneming of een autonome gemeenteregie.
De parkeerretributies liggen onder vuur en wel rond de wet op de privacy: er is een zekere onduidelijkheid over de verschillende structuren per gemeente. Om de heffing op te kunnen leggen of eventueel achteraf op te vragen moet de derde partij de identiteit van de houder van het voertuig kunnen achterhalen en de enige nuttige indicatie hiervoor is de nummerplaat. Nu is de vraag of die derde dan het repertorium van de voertuigen bij de Dienst voor Inschrijving van de Voertuigen (DIV) mag raadplegen.

Deze lacune in de wetgeving werd eind 2008 gerepareerd met een herstelwet zodat een opzoeking in de databank wettelijk kon verlopen.
Een ander voorbeeld van een retributie is de heffing die betaald moet worden bij het inschrijven van een voertuig ten einde per post het kentekenbewijs en/of -plaat te ontvangen.